# Ardisia loureiroana
Ardisia loureiroana là một loài thực vật có hoa trong họ Anh thảo. Loài này được (G.Don) Merr. mô tả khoa học đầu tiên năm 1935.